# برایونی کول
برایونی کول (انگلیسی: Briony Cole؛ زادهٔ ۲۸ فوریهٔ ۱۹۸۳) ورزشکار شیرجه اهل استرالیا است.
وی در مسابقات کشوری و بین‌المللی در مجموع برندهٔ ۱ مدال طلا، ۲ مدال نقره، ۲ مدال برنز شده‌است.